# Naturschutzgebiet Heilenbecker Tal
Das Naturschutzgebiet Heilenbecker Tal liegt auf dem Gemeindegebiet von Ennepetal, einer Stadt im Ennepe-Ruhr-Kreis. Das Gebiet liegt im Süden von Ennepetal und erstreckt in zwei Teilflächen entlang der Bachaue der Heilenbecke von Wittenstein im Süden bis zu Grimmelberg im Norden. Die Landstraße L 700 bildet dabei die westliche Grenze.

## Beschreibung
Das 6,49 ha große Naturschutzgebiet wurde 1999 unter Schutz gestellt. Der meist von Gehölz begleitete naturnahe Bachlauf wird im Nordteil durch Wiesen und Weiden frischer bis feuchter Standorte geprägt, wo der Schlangen-Knöterich bedeutende Bestände ausbilden konnte. Am nördlichen Ende des Schutzgebietes liegt ein naturnaher Hammerteich, der als Amphibienlaichplatz geeignet ist. Im Umfeld der Gewässer sind Ringelnatter, Wasserspitzmaus, Groppe, Bachforelle, Wasseramsel, Gebirgsstelze oder Eisvogel anzutreffen (Angabe Biotopkartierung 1991).
Nach einem Industriebetrieb (ehem. Hammerschmiede) beginnt der südliche Abschnitt mit einer intensiv genutzten Weide, der Bracheflächen folgen. Diese bestehen teils aus aufkommendem Auwald, aus einer staudenreichen Feuchtgrünlandbrache und aus Neophytenfluren. Da die Weidewirtschaft aufgegeben wurde und die Feuchtwiesen nunmehr brach liegen, wird die auf Kurzgraswesen angewiesene gefährdete Heuschrecke Sumpfgrashüpfer (Chorthippus montanus) nicht mehr vorkommen. Allerdings gibt es im nördlichen Teilbereich noch geeignete Biotope für diese Art.
Leider bilden die Neophyten Riesen-Bärenklau, Japanischer Staudenknöterich und Drüsiges Springkraut in beiden Teilflächen Dominanzbestände aus, die die ursprüngliche Biotop-Vielfalt zunehmend einschränken und bedrohen.

## Zielsetzungen
- Erhaltung von Lebensgemeinschaften und Lebensstätten wildlebender, zum Teil gefährdeter Pflanzen- und Tierarten. Von besonderer Bedeutung sind dabei:
  - Der naturnah verlaufende Heilenbecker Bach,
  - die reich strukturierten, teilweise nassen Grünlandflächen bzw. Grünlandbrachen,
  - zwei nicht mehr genutzte Hammerteiche als Amphibienlaichplätze.
- Erhaltung von Eigenart und Schönheit des Bachtales.

Begleitende Maßnahmen:
- extensive Bewirtschaftung der Weiden und Wiesen und
- Zurückdrängen der problematischen Neophyten.[2]

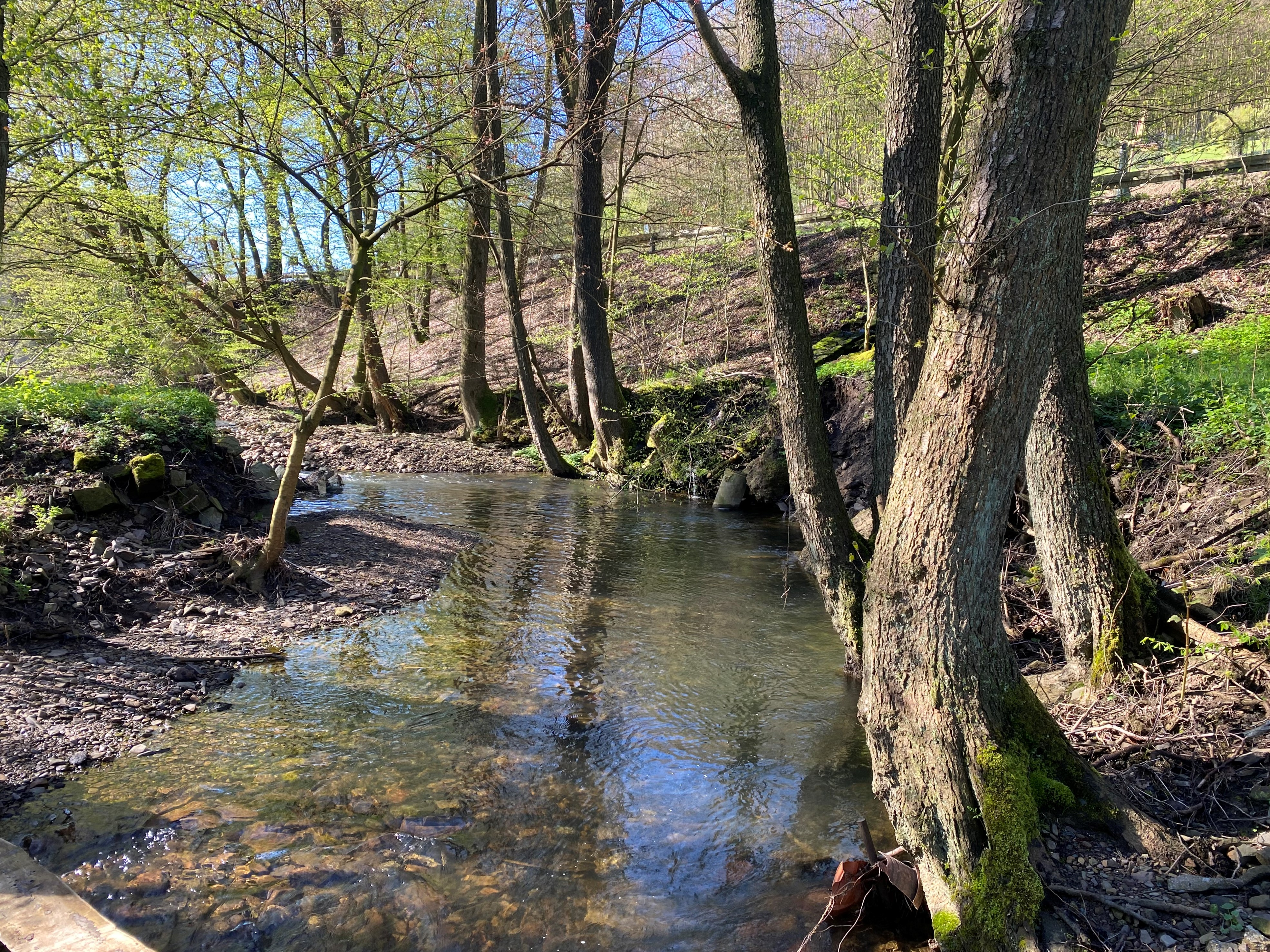
Heilenbecke
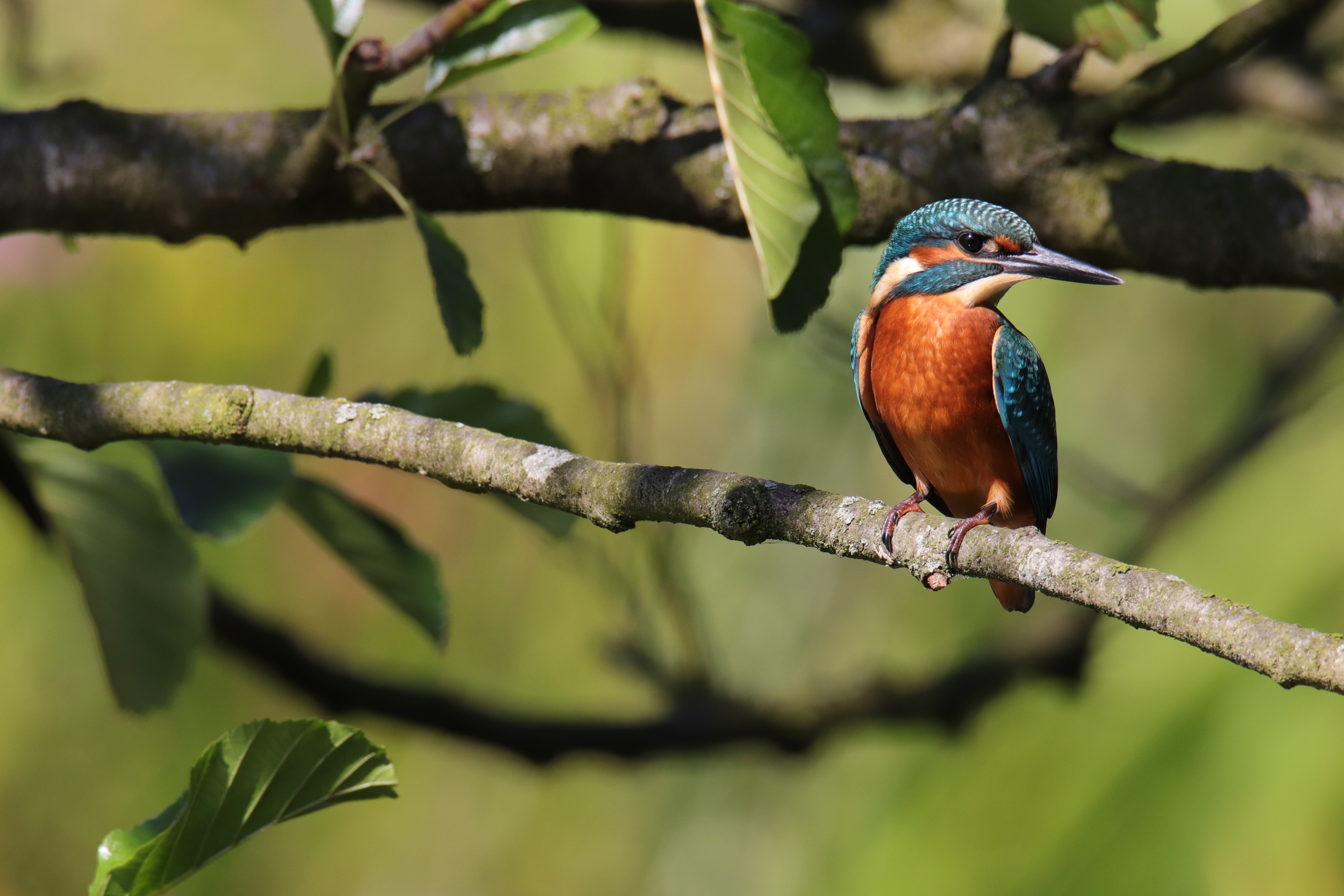
Eisvogel (Acledo atthis)
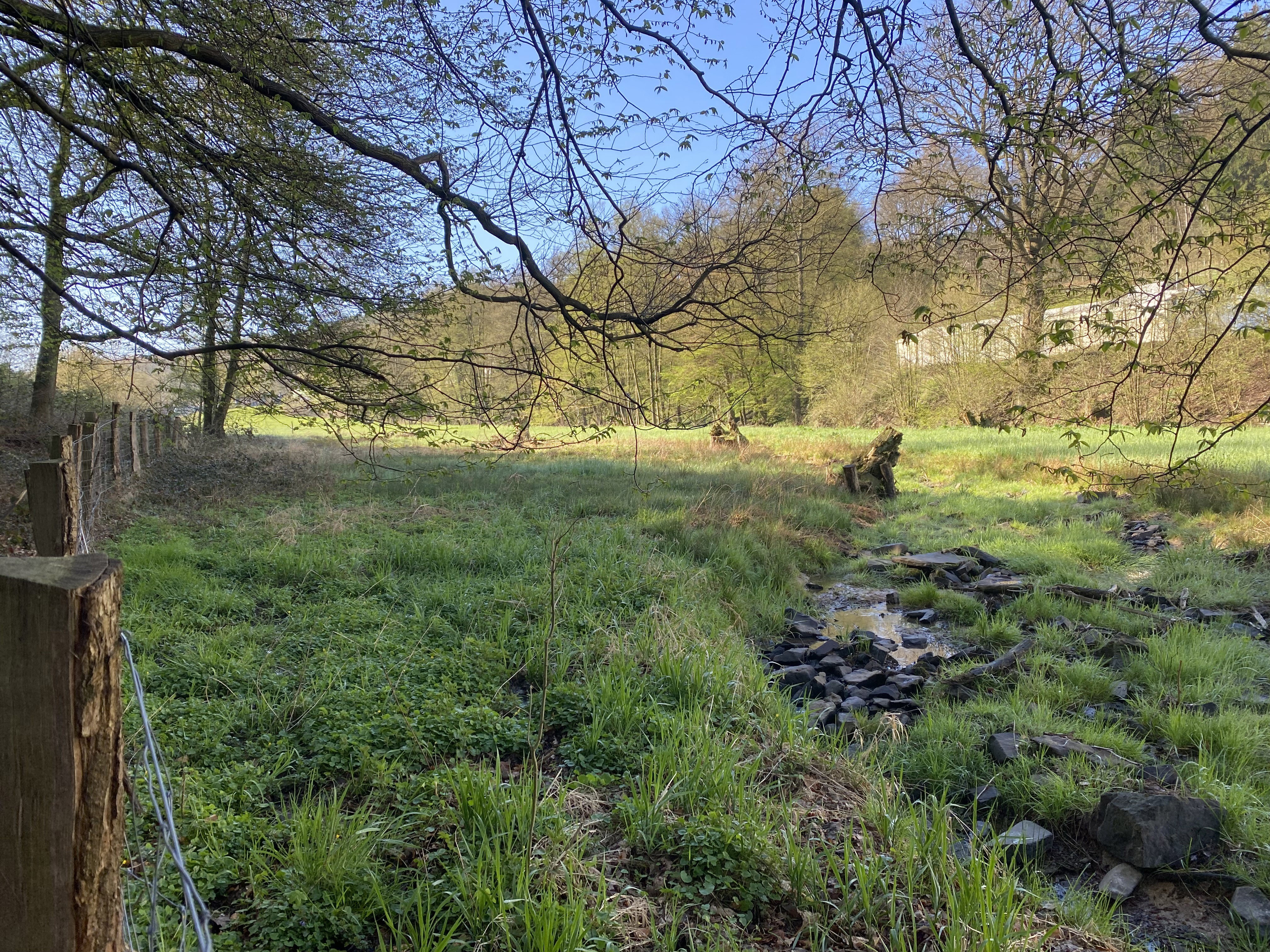
Feuchtwiesen in der Aue der Heilenbecke
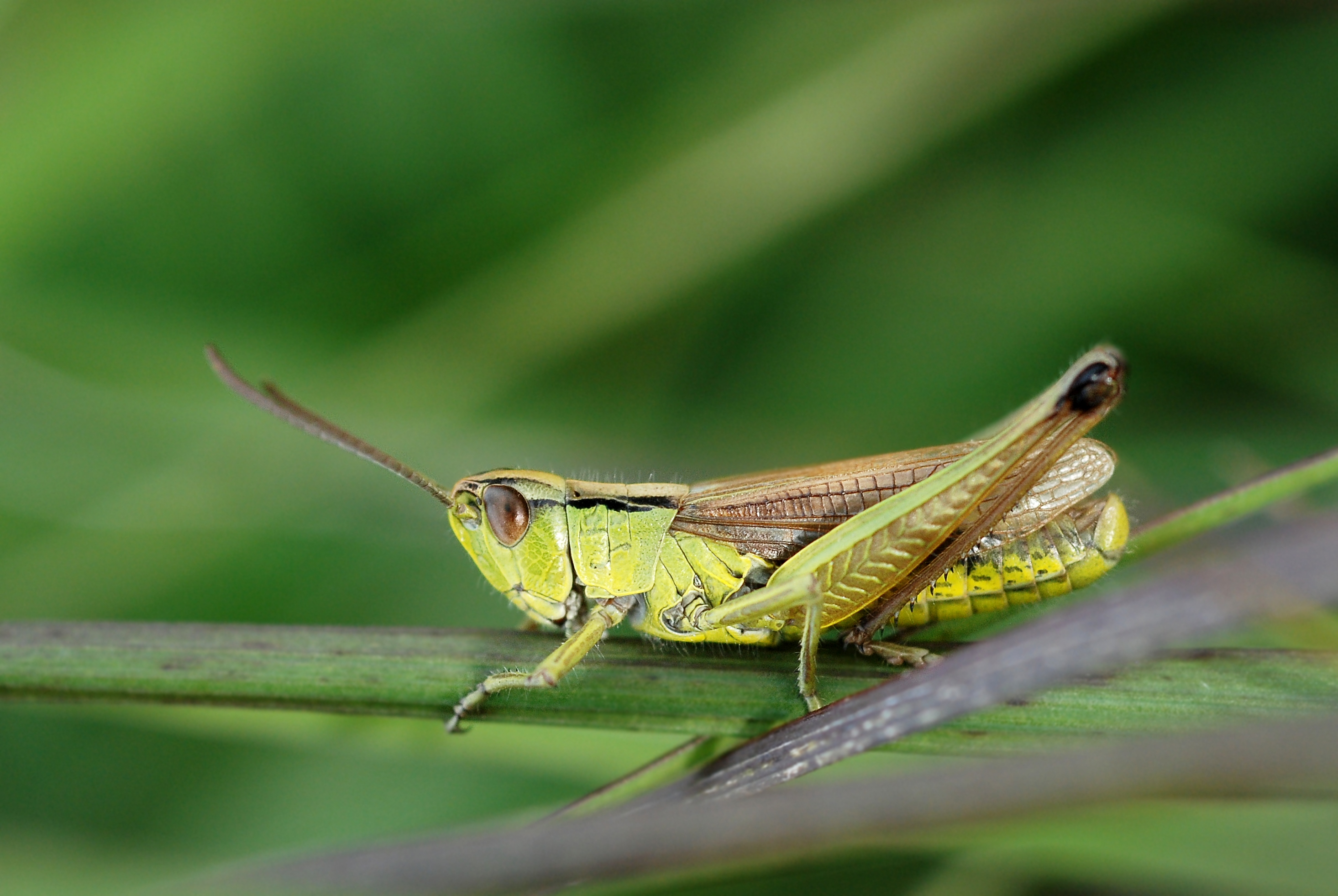
Sumpfgrashüpfer (Chorthippus montanus)
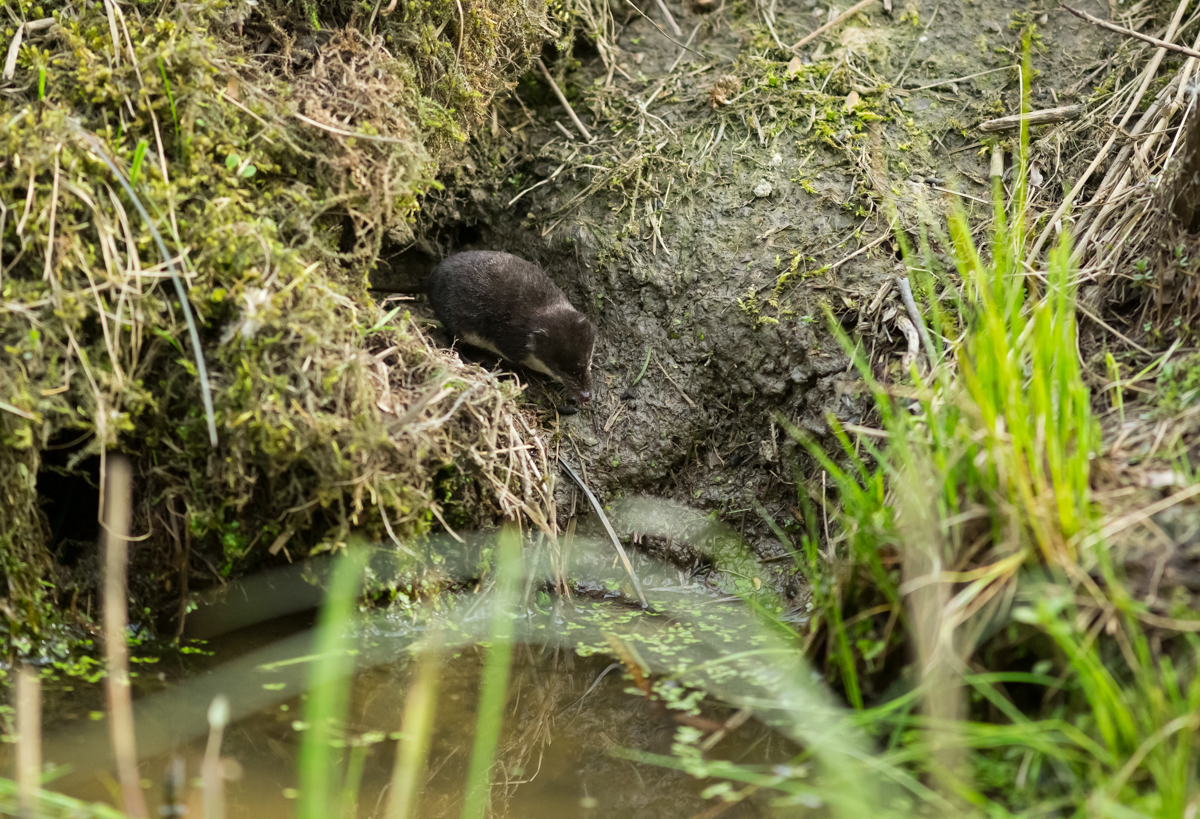
Wasserspitzmaus (Neomys fodiens)
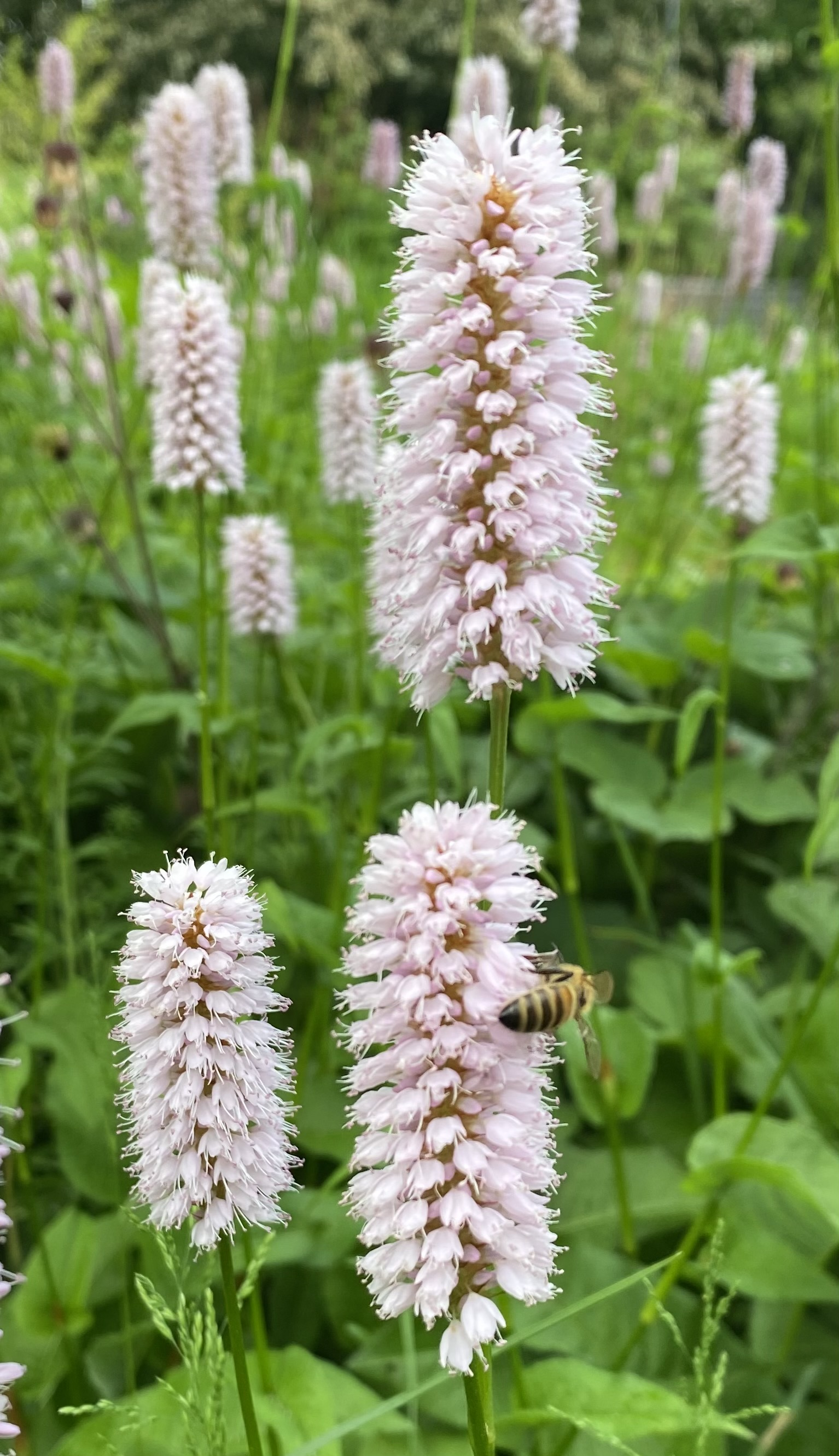
Schlangen-Knöterich (Bistorta officinalis)
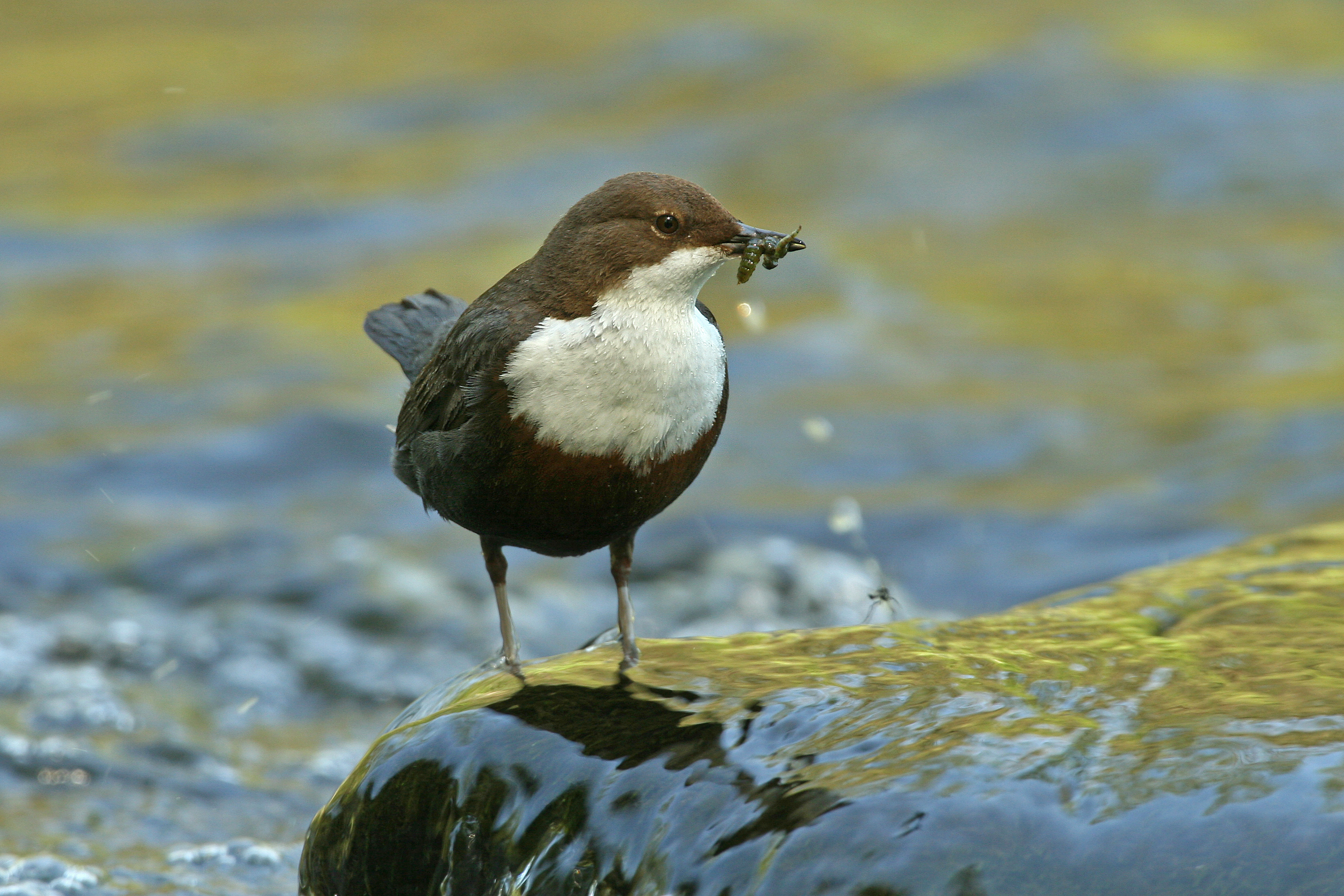
Wasseramsel (Cinclus cinclus)
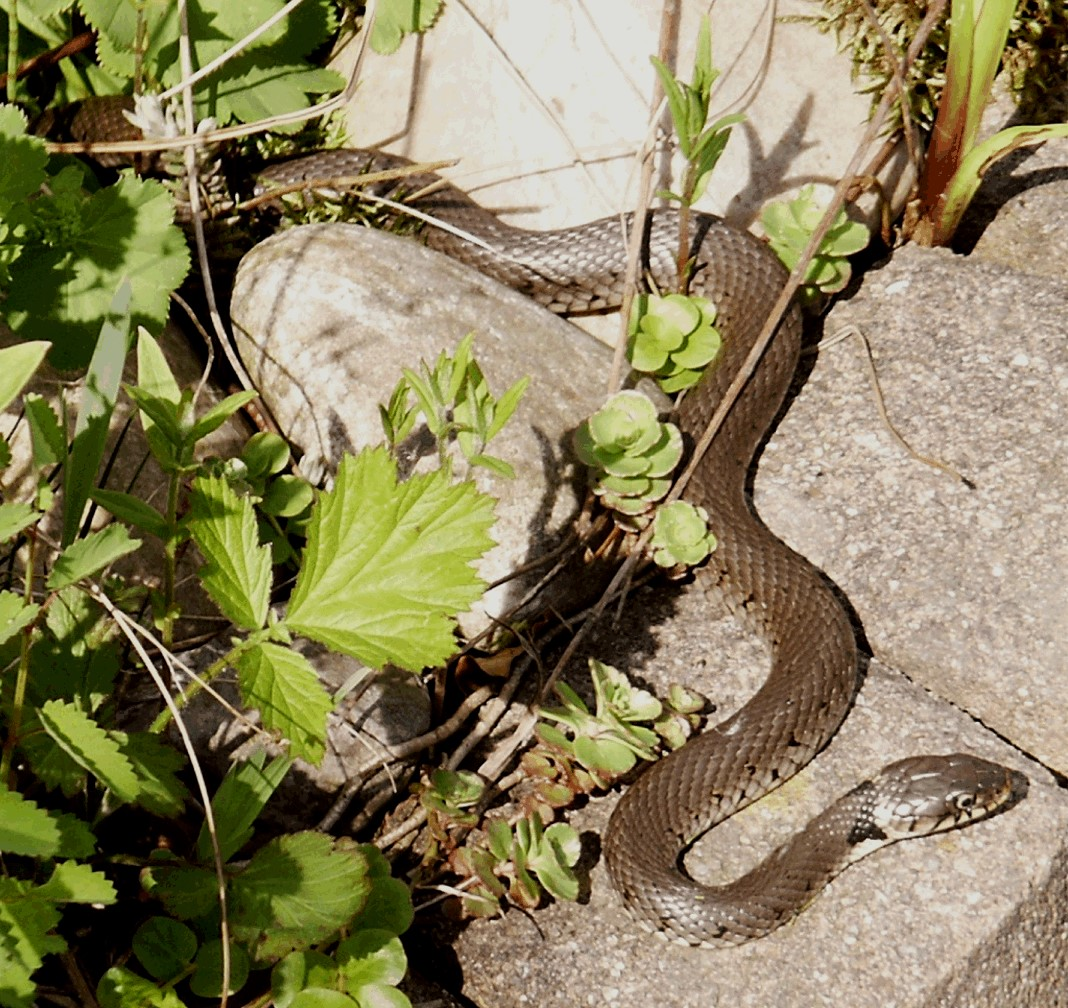
Ringelnatter (Natrix natrix)
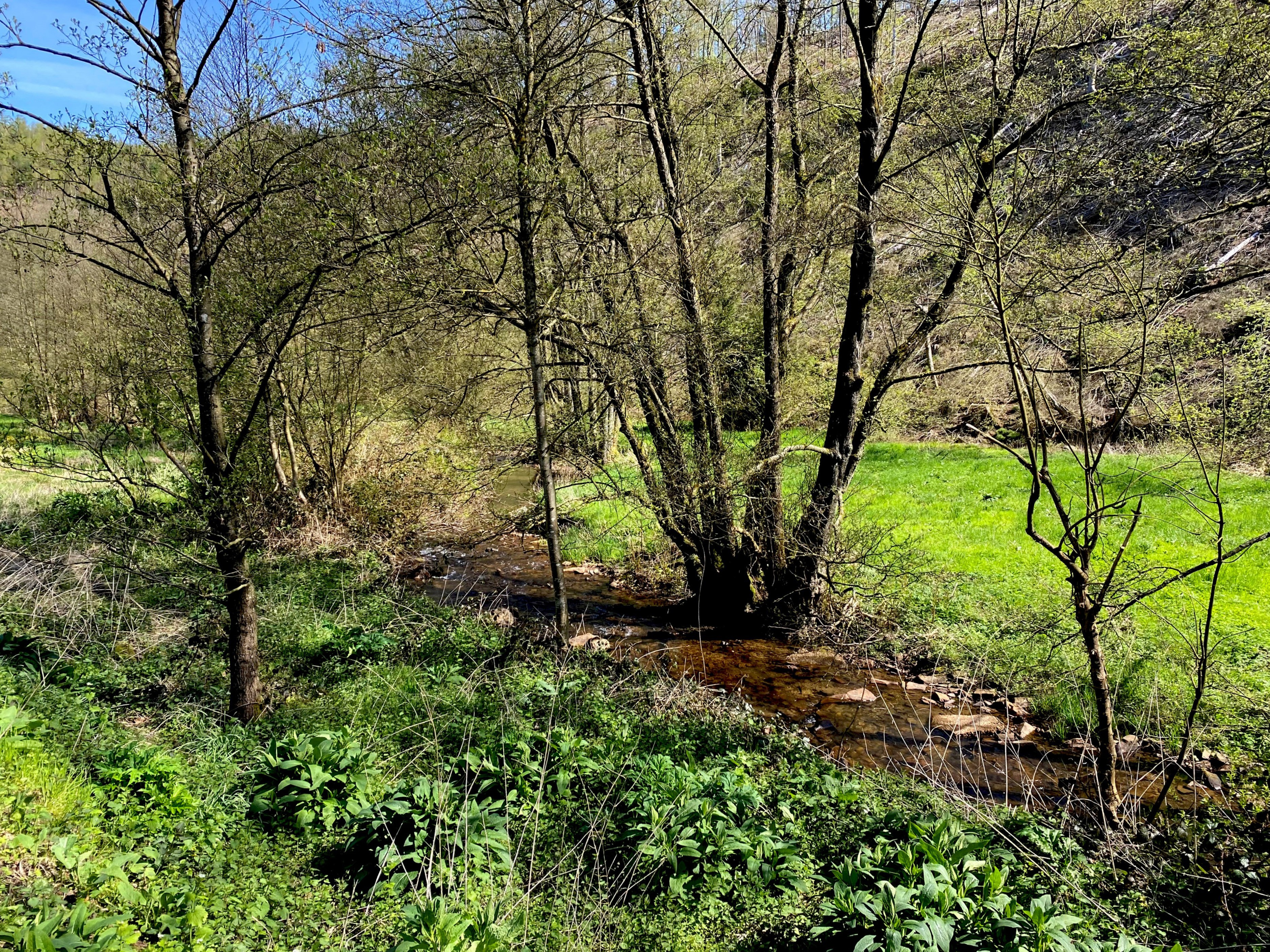
Heilenbecke bei Wittenstein
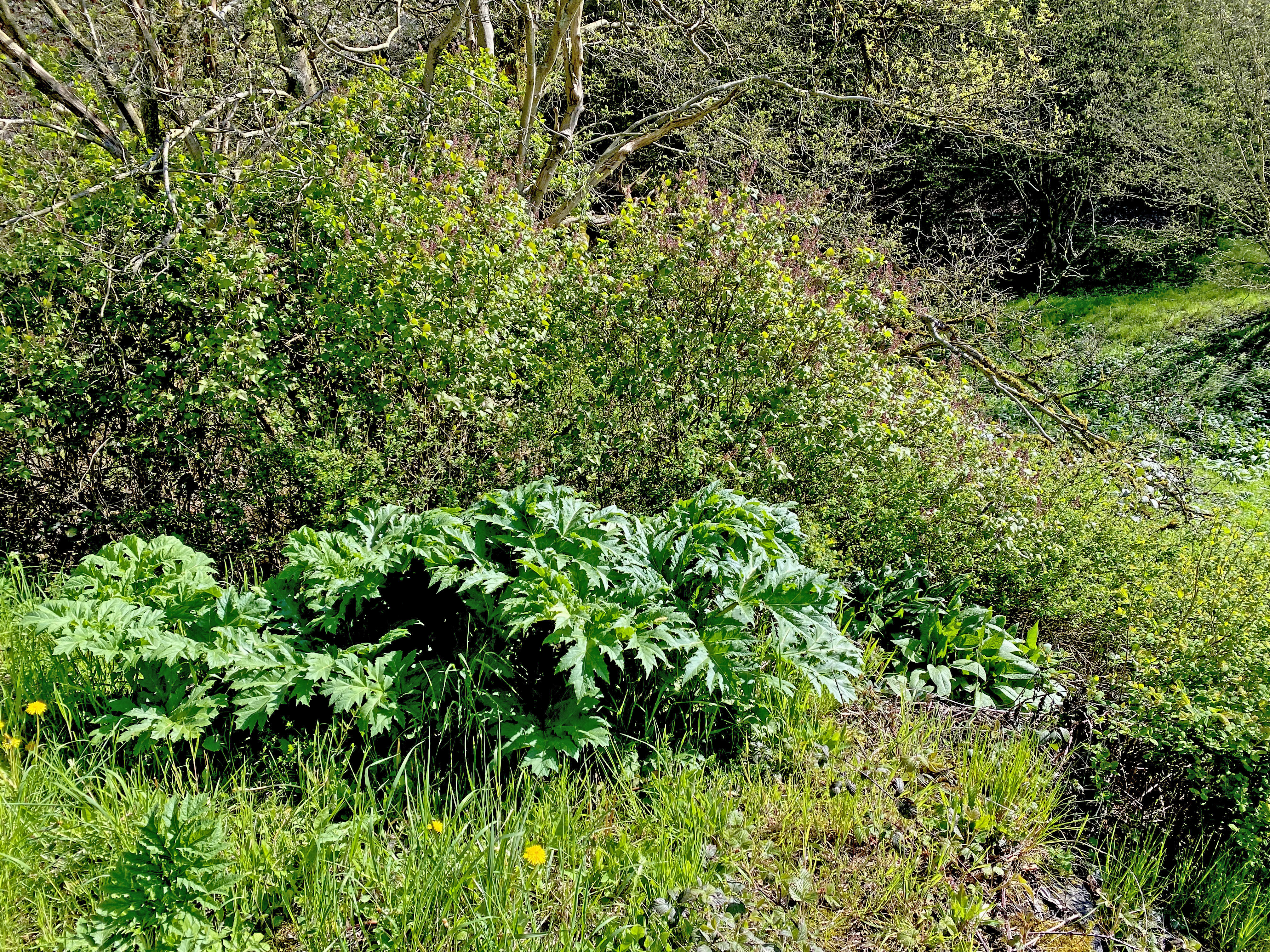
Ausbreitung des Riesen-Bärenklau beeinträchtigt das NSG